# Lavigny (Vaud)
Pour les articles homonymes, voir Lavigny.
Lavigny est une commune suisse du canton de Vaud, située dans le district de Morges.

## Géographie
Le territoire de Lavigny s'étend sur 4 km2. Lors du relevé de 2013-2018, les surfaces d'habitations et d'infrastructures représentaient 14,8 % de sa superficie, les surfaces agricoles 78,8 %, les surfaces boisées 5,0 % et les surfaces improductives 0,8 %.

## Toponymie
Attesté sous la forme in Lauiniaco en 1157, il s'agit d'un composé du nom de personne latin Lavinius ou Labinius accompagné du suffixe habituel - acum.

## Population et société

### Gentilé et surnom
Les habitants de la commune se nomment les Renaillis. Ils sont surnommés les Grenouilles (signification du gentilé en patois vaudois),,.

### Démographie

#### Évolution de la population
Lavigny compte 1 034 habitants au 31 décembre 2022 pour une densité de population de 259 hab/km2. Sur la période 2010-2019, sa population a augmenté de 20,7 % (canton : 12,9 % ; Suisse : 9,4 %).  

#### Pyramide des âges
En 2020, le taux de personnes de moins de 30 ans s'élève à 36,7 %, au-dessus de la valeur cantonale (35 %). Le taux de personnes de plus de 60 ans est quant à lui de 19,2 %, alors qu'il est de 21,9 % au niveau cantonal.
La même année, la commune compte 507 hommes pour 499 femmes, soit un taux de 50,4 % d'hommes, supérieur à celui du canton (49,1 %).
| Hommes | Classe d’âge | Femmes |
| ------ | ------------ | ------ |
| 0,2    | 90 ans ou +  | 0,4    |
| 3,7    | 75 à 89 ans  | 5,0    |
| 15,0   | 60 à 74 ans  | 14,0   |
| 24,7   | 45 à 59 ans  | 25,7   |
| 18,3   | 30 à 44 ans  | 19,4   |
| 18,5   | 15 à 29 ans  | 19,8   |
| 19,5   | - de 14 ans  | 15,6   |

| Hommes | Classe d’âge | Femmes |
| ------ | ------------ | ------ |
| 0,5    | 90 ans ou +  | 1,4    |
| 6,1    | 75 à 89 ans  | 8,2    |
| 13,3   | 60 à 74 ans  | 14,3   |
| 21,5   | 45 à 59 ans  | 21,2   |
| 22,0   | 30 à 44 ans  | 21,4   |
| 19,6   | 15 à 29 ans  | 18,0   |
| 16,9   | - de 14 ans  | 15,5   |

## Patrimoine bâti
La commune compte sur son territoire un château du XIXe siècle, ainsi qu'un hôpital neurologique.
Château. Reconstruit vers 1753 à l'emplacement d'une ancienne maison forte, le château est un édifice classique, avec deux tourelles côté lac. Cette propriété a été acquise en 1972 par l'éditeur Heinrich Maria Ledig-Rowohlt (de). Depuis la mort du propriétaire en 1992, le château est géré par la Fondation Heinrich Maria & Jane Ledig-Rowohlt qui, dès 1996, en a fait une maison d'accueil pour des écrivains.
Ancienne maison Tronchin Au sud du château, se trouve l'ancienne maison Tronchin, remarquable édifice néo-classique bâti en 1824 par l'architecte Jules Renevier.

## Intérêts
La gouille de Lavigny, origine du sobriquet donné aux habitants 'Renaillis' (petites grenouilles), est un site de reproduction des batraciens d'importance nationale. Il abrite notamment des Rainettes vertes, espèce menacée.
Lavigny se situe entre deux réseaux écologiques importants qui relient le Jura au Lac, celui du Boiron et celui de l'Aubonne.
Un centre de traitement des déchets alimentaires et végétaux produit du biogaz injecté directement dans le réseau de distribution de gaz naturel ainsi que du compost. Avec une capacité de traitement de 43 000 tonnes de matière organique annuelles, le centre représente le plus important site de valorisation en Suisse romande produisant 19 000 000 kWh, 17 000 m3 de compost et 10 000 tonnes d’engrais liquide de haute valeur par an. Le site de Lavigny traite 40 % des déchets organiques ménagers du Canton de Vaud. À ce jour, c'est l'unique installation de Suisse et une des rares en Europe qui est équipée d'une technologie de pointe (tri optique) afin d'éliminer les matériaux indésirables (plastique) contenus dans les arrivages. Sur rendez-vous le site peut recevoir des visites.